# Santo contre les chevaliers de la terreur
Série
Santo et la vengeance des femmes vampires
(1970) Santo vs. la mafia del vicio
(1971)
Pour plus de détails, voir Fiche technique et Distribution.
Santo contre les chevaliers de la terreur (Santo contra los jinetes del terror) est un film mexicain de 1970 de René Cardona. Il fait partie de la série des Santo, el enmascarado de plata.

## Fiche technique
- Titre original : Santo contra los jinetes del terror
- Titre français : Santo contre les chevaliers de la terreur ou Santo contre les cavaliers de la terreur[2]
- Titre(s) alternatif(s) : Los leprosos y el sexo
- Titre anglais ou international : Santo vs. the Riders of Terror
- Réalisation : René Cardona
- Scénario : René Cardona et Jesús Murcielago Velázquez
- Décors : Carlos Arjona
- Photographie : Raúl Martínez Solares
- Montage : Jorge Busto
- Musique : Gustavo César Carrión
- Production : Guillermo Calderón et El Santo
- Société(s) de production : Cinematográfica Calderón S.A.
- Pays d’origine :  Mexique
- Langue originale : espagnol
- Format : couleur (Eastmancolor) — 35 mm — 1.37:1 - son Mono
- Genre : western
- Durée : 80 minutes
- Dates de sortie :
  - Mexique : 12 novembre 1970
  - France : 1974

## Distribution
- El Santo : Santo
- Armando Silvestre
- Julio Aldama
- Mary Montiel
- Gregorio Casal
- Ivonne Govea
- Carlos Agostí
- Carlos Suárez
- Nathanael León
- Gloria Chávez
- Rubén Márquez
- René Barrera
- Margarito Luna
- Victorio Blanco